# St. Lawrence Avenue
St. Lawrence Avenue è una fermata della metropolitana di New York, situata sulla linea IRT Pelham. Nel 2015 è stata utilizzata da 1 320 571 passeggeri. È servita dalla linea 6 Lexington Avenue/Pelham Local, sempre attiva.